# ماریس ویل (واشینگتن)
ماریس ویل (به انگلیسی: Marysville) شهری در شهرستان اسنوهومیش ایالت واشنگتن است که در سرشماری سال ۲۰۱۰ میلادی، ۶۰۰۲۰ نفر جمعیت داشته است.